# 상촌초등학교 (경기)
상촌초등학교(上村初等學校)는 대한민국 경기도 수원시 권선구에 있는 공립 초등학교이다.

## 학교 연혁
- 1998년 11월 5일 : 초대 임익수 교장 취임
- 1998년 12월 1일 : ‘상촌초등학교’ 개교
- 1999년 10월 1일 : 제 1회 졸업(21명)
- 2011년 9월 1일 : 6대 정명동 교장 취임

## 참고 자료
- 상촌초등학교 - 한국교육학술정보원 학교알리미